# 2012-es Bell Challenge
A 2012-es Bell Challenge női tenisztornát a kanadai Québecben rendezték meg 2012. szeptember 10. és 16. között. A verseny International kategóriájú volt. A mérkőzéseket kemény borítású fedett pályákon játszották, 2012-ben huszadik alkalommal.

## Győztesek
A versenyt a belga Kirsten Flipkens nyerte meg, miután a 69 perces döntőben 6–1, 7–5-re legyőzte a cseh Lucie Hradeckát. Flipkens pályafutása első WTA-diadalát aratta (a párost is beleértve), korábban még döntőbe sem jutott. Győzelmével egyúttal egy hosszan elhúzódó negatív időszaknak is véget vetett, mivel több mint egy év után sikerült visszakerülnie a Top 100-ba, azt követően, hogy 2012 áprilisában vérrögöket találtak a lábában, s emiatt két hónapig versenyezni sem tudott, a világranglistán pedig visszaesett a 262. helyre.
A párosok küzdelmét a Tatjana Malek–Kristina Mladenovic-kettős nyerte meg, miután a fináléban 7–6(5), 6–7(6), [10–7]-re felülmúlták az első kiemelt Alicja Rosolska–Heather Watson-duót. Malek az első, Mladenovic – az augusztusban megnyert montreali torna után – a második páros WTA-diadalát aratta.

## Döntők

### Egyéni
Kirsten Flipkens –  Lucie Hradecká 6–1, 7–5

### Páros
Tatjana Malek /  Kristina Mladenovic –  Alicja Rosolska /  Heather Watson 7–6(5), 6–7(6), [10–7]

## Világranglistapontok
| Eredmény           | Egyéni | Páros |
| ------------------ | ------ | ----- |
| Győzelem           | 280    | 280   |
| Döntő              | 200    | 200   |
| Elődöntő           | 130    | 130   |
| Negyeddöntő        | 70     | 70    |
| 16 között          | 30     | 1     |
| 32 között          | 1      | –     |
| Főtáblára jutás    | 16     | –     |
| Selejtező (döntő)  | 10     | –     |
| Selejtező (2. kör) | 6      | –     |
| Selejtező (1. kör) | 1      | –     |

## Pénzdíjazás
A torna összdíjazása a többi International versenyhez hasonlóan 220 000 amerikai dollár volt. Az egyéni bajnok 37 000 dollárt, a győztes páros együttesen 11 000 dollárt kapott.
| Eredmény           | Egyéni   | Páros    |
| ------------------ | -------- | -------- |
| Győzelem           | 37 000 $ | 11 000 $ |
| Döntő              | 19 000 $ | 5750 $   |
| Elődöntő           | 10 200 $ | 3100 $   |
| Negyeddöntő        | 5340 $   | 1650 $   |
| 16 között          | 2950 $   | 860 $    |
| 32 között          | 1725 $   | –        |
| Selejtező (döntő)  | 860 $    | –        |
| Selejtező (2. kör) | 460 $    | –        |
| Selejtező (1. kör) | 265 $    | –        |